# 惡霸魯尼
《惡霸魯尼》（中国大陆又译作）是一款由Rockstar Vancouver開發，Rockstar Games發行的開放世界動作冒險遊戲。此遊戲率先在PlayStation 2登場，然後在Wii、Xbox 360和Microsoft Windows逐漸登場。
2016年12月7日和8日，Rockstar前後在Google Play和App Store發表Android與iOS的十週年紀念版本。

## 游戏玩法
恶霸鲁尼是一个第三人称视角、开放世界的动作冒险游戏。游戏是单人模式（Wii和Xbox 360为多人模式）为主，而玩家要控制主角是一個15歲的青少年：詹姆斯·吉米·霍普金斯，並在校园里進行一系列活動。

### 任務
玩家每完成任何一項任務，都會有特定的獎勵。（如：金錢、安全屋、新地圖等）

### 世界
遊戲中的城市名為Bullworth，Bullworth在地圖中被分為五块區域：布魯克斯學校（Bullworth Academy）、Old Bullworth Vale、布魯克斯小镇（Bullworth Town）、New Coventry和以及蓝天工业区（Blue Skies Industrial Area）。在遊戲的最初階段時，玩家只能在布魯克斯學院进行活动。但隨著故事的進展，玩家的活动范围不仅仅局限于布魯克斯學院（Bullworth Academy）。

### 課程
在到達上課時間時，玩家可以控制主角去上課或者翹課，並且每項課程都會給主角帶來新的技能，（如：學好英語後，可以在辦公室時向校長道歉，從而免受懲罰。學好化學課後，可以製作爆竹，叮咬炸彈和瘙癢粉來進行惡作劇。）
除此之外，玩家還可以與NPC人物發生浪漫關係，並解鎖新動作：給予禮物或或相互親吻。

### 警戒狀態
警戒值為與屏幕右上角，裡面出現顏色的顏色代表不同的警戒程度。若玩家在遊戲中進行一系列違規行為（如：打架、翹課、違反交通法律等行為），都會提高警戒值。警戒值等級越高，執勤人員的人數以及抓捕能力就越強。玩家可以控制主角逃離執勤人員的搜索範圍或躲進垃圾桶等行為以逃脫追捕。若主角被執勤人員逮捕，他們會將主角帶到辦公室去接受校長的批評以及懲罰。但在某些情況下主角可以逃避懲罰如主角因某項科目的成績優秀而受到科任老師的寵愛時，老師會向校長求情，從而使得主角順利的逃脫懲罰。

## 译名
因为游戏主角与英国足球运动员韦恩·鲁尼长得像，这款游戏在中国大陆地区产生了一个恶搞化的流行译名“恶霸鲁尼”。

## 制作
Rockstar于2005年5宣布恶霸鲁尼于PlayStation 2和Xbox首发，原定发布日期为2005 年 10月。  Take-Two Interactive发布的早期信息似乎表明玩家将扮演恶霸的角色，《电子游戏月刊》打印的屏幕截图显示，玩家控制反派“漩涡”向另一名学生挥拳。然而，最终游戏却完全不同，实际上玩家扮演问题学生的角色，站出来反击欺凌者，是代表受害者欺负，或者是为了自卫。
PlayStation 2版本的游戏使用先进的RenderWare（也是侠盗猎车手：圣安地列斯的引擎）。  Rockstar Vancouver决定让学校的每个学生都拥有独特的外表和个性。

## 爭議
- 遊戲在上架不久後受到部分家長、教育工作者以及Bullying Online 的工作人員批評，Bullying Online稱其宣揚校園暴力。[6]
- 美國娛樂軟件分級委員會（ESRB）劃定該遊戲的等級為T級別。[7]
- 英國British Board of Film Classification劃定該遊戲的等級為15級別。
- 澳大利亞Australian Classification Board劃定該遊戲的等級為遊戲等級劃定為M級別。[8]
- 2007年，雅虎遊戲（Yahoo! Games）將它評為遊戲歷史上十大最有爭議的遊戲之一。[9]

## 評價
| 惡霸魯尼的評價 |         |
| --- | ------- |
| 汇总得分 汇总媒体 得分 GameRankings 87% [ 10 ] Metacritic 87／100 [ 11 ] 评论得分 媒体 得分 1UP.com A+ [ 12 ] GamesRadar+ [ 13 ] GameSpot 8.7／10 [ 14 ] IGN 8.9／10 [ 15 ] X-Play  [ 16 ] |         |
| 汇总得分 |         |
| 汇总媒体 | 得分    |
| GameRankings | 87%     |
| Metacritic | 87／100 |
| 评论得分 |         |
| 媒体 | 得分    |
| 1UP.com | A+      |
| GamesRadar+ | [ 13 ]  |
| GameSpot | 8.7／10 |
| IGN | 8.9／10 |
| X-Play | [ 16 ]  |

遊戲界都對惡霸魯尼這個遊戲一致的好評。例如IGN給的分數是8.9／10，GamesRadar給的分數是4.5／5，1UP.com給了A+，GameSpot給的分數是8.7／10，X-Play給的分數是5／5。

### 重製版
《惡霸魯尼：獎學金版》的發行日為2008年3月4日。遊戲界給此遊戲的評分大致上都較高，唯獨PC版的評分比較低。

## 外部連結
- 官方网站